# Paraepepeotes togatus
Paraepepeotes togatus är en skalbaggsart. Paraepepeotes togatus ingår i släktet Paraepepeotes och familjen långhorningar.

## Underarter
Arten delas in i följande underarter:
- P. t. togatus
- P. t. dilaceratus
- P. t. rossellii